# Падас
Падас — река в России, протекает по Прионежскому району Карелии. Впадает в озеро Логмозеро. Длина реки составляет 16 км.
Протекает вдоль трассы «Кола» и железной дороги Петрозаводск — Мурманск.

## Данные водного реестра
По данным государственного водного реестра России относится к Балтийскому бассейновому округу, водохозяйственный участок реки — Бассейн Онежского озера без рр. Шуя, Суна, Водла и Вытегра, речной подбассейн реки — Свирь (включая реки бассейна Онежского озера). Относится к речному бассейну реки Нева (включая бассейны рек Онежского и Ладожского озера).
Код объекта в государственном водном реестре — 01040100612102000014771.